# مصطفى فائق السنوي
مصطفى فائق بن الشيخ جعفر بن أحمد السنوي هو سياسي عراقي، ولد في بغداد سنة 1876. تخرج في المدرسة الرشدية سنة 1889.
عمل موظفا في دائرة الولاية منذ 1891، وتدرج في الوظائف، ثم درس في مدرسة الحقوق في بغداد وحصل على شهادتها سنة 1914.
عندما احتل البريطانيون بغداد سنة 1917، انسحب مع الجيش العثماني، فعين موظفا في شرطة إسطنبول في العام ذاته، ثم رئيسا لكتاب شرطة إسطنبول للفترة 1919-1924.
عاد إلى العراق في تموز 1924، فانتخب نائبا عن لواء الديوانية في الدورة الأولى في مجلس النواب العراقي، ثم نائبا عن لواء الدليم في الدورتين التاسعة (1939-1943) والعاشرة (1943-1946).
توفي في بغداد في 18 كانون الثاني 1952.